# Nedbrytare

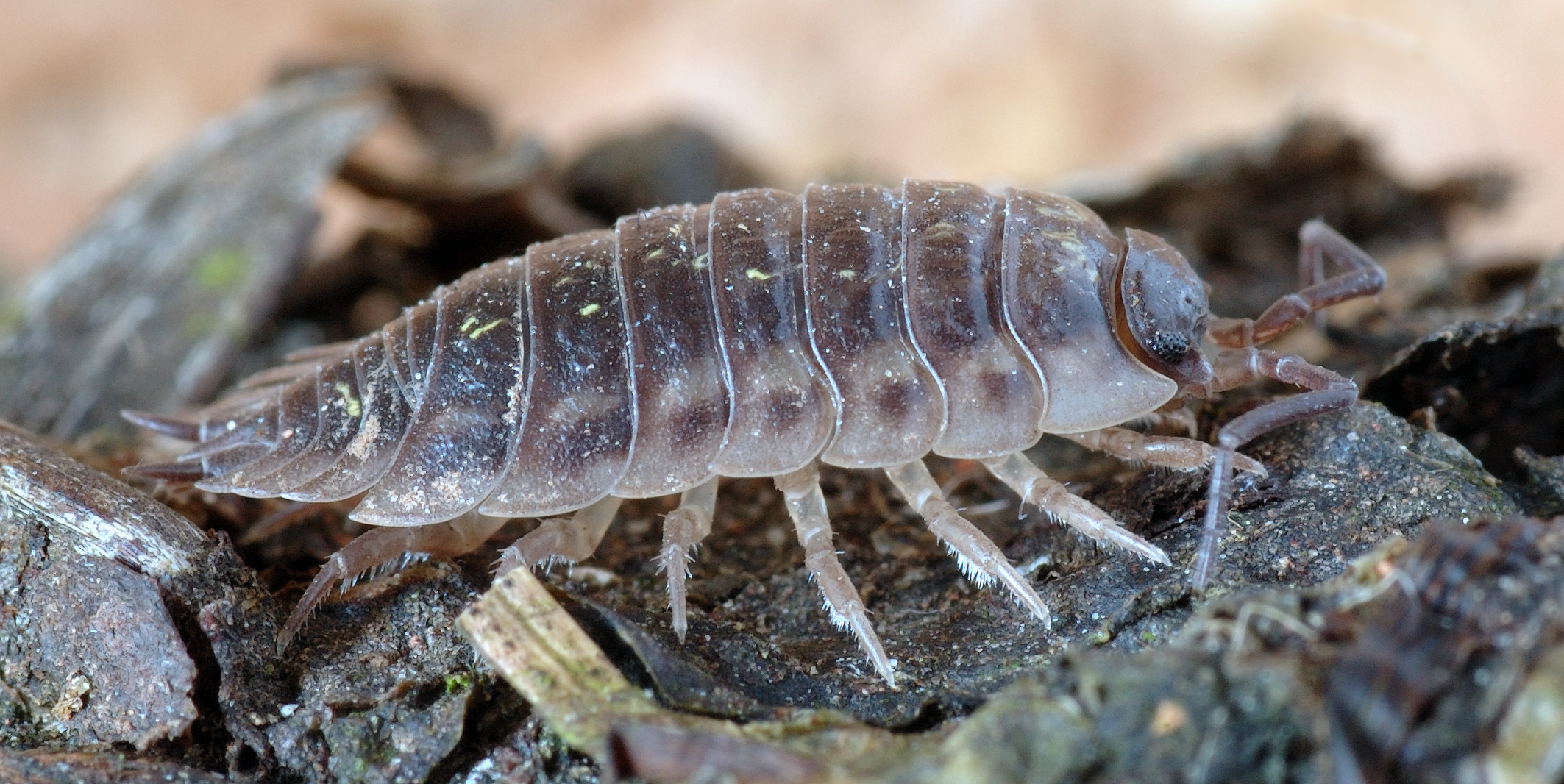
Gråsuggan Porcellio scaber är en nedbrytare.

Nedbrytare, saprofyter eller destruenter, är organismer som lever på nedbrytning av organiskt material. Processen är nödvändig för att frigöra organisk substans och återför materialet till växter och andra organismer i närheten. Vilka nedbrytare man ser i marken varierar efter pH-värden. Effektiviteten hos nedbrytarna påverkas av bland annat nederbörd.

## Verksamhet
En nedbrytare bryter ner organiska substanser i naturen eller i organiskt avfall och omvandlar dem till koldioxid, metangas, fettsyror, vatten, värme och så vidare. Beroende på om det sker i aerob eller anaerob miljö kan detta bidra till kretsloppet för kol och andra biogeokemiska kretslopp. De vanligaste nedbrytarna är svampar, ringmaskar, blötdjur, kräftdjur, insekter och bakterier. De lever oftast på marken eller på sjö- och havsbottnar. Vid nedbrytning är syre en viktig del av processen, då druvsockret från det organiska materialet omvandlas till energi, koldioxid och vatten, resterande material återges till marken.
Saprofytiska växter saknar i regel klorofyll. Bland andra saprofytiskt levande organismer kan nämnas mögelsvamp och vissa anaeroba bakterier.

## Nedbrytarnas funktion i olika klimat
Nedbrytningens hastighet varierar beroende på temperatur, fuktighet och pH-värde och varierar därför beroende på klimat. Detta leder till att olika mängd näring finns i jorden och gör då marken mer eller mindre utsatt vid hastiga förändringar likt bränder. Så vid en akut förändring, som brand, är miljöer med sämre nedbrytningsförmåga mer resistenta eftersom näring finns i marken och därmed har miljön enklare att växa upp på nytt tack vare energiförrådet.

### Tropiska zonen
I de tropiska skogarna är nederbörd och hög fuktighet vanligt. Detta skapar ett ultimat klimat för nedbrytarna. Det leder till ett effektivt arbete och mindre näring förvaras i markerna. Även djur som skorpioner, mångfotingar och skolopendrar hjälper även till i de tropiska regnskogarna med nedbrytningen.

### Tempererade zonen
I de tempererade zonerna går förändringen långsamt vilket leder till att ämnena finns kvar i marken. En del nedbrytare är vanligare att hitta kring träden likt hoppstjärtar, nematoder, kvalster. Trots att många av dessa anses som skadedjur är de väsentliga för ekosystemen. Stäppen påminner om savann men har kallare klimat. Här trivs mest små djur av olika slag likt gnagare och insekter. Vid riktigt kalla klimat kan stäppen utvecklas till tundra där vissa lager är permanent frusna. Detta gör att nedbrytningsprocessen aldrig hinner bli fullständigt klar och därmed för varje år kommer ett nytt skikt av torv.

## Vattenlevande nedbrytare
Svampdjuren är ofta fastsittande varelser och lever i kolonier. De trivs i sötvatten och fungerar likt filter för vattnet och renar vattnet från alger och annat organiskt material. Det finns cirka 8 500 arter, varav de allra flesta lever i havet.
Björndjur är en annan form av vattenlevande nedbrytare. De går dock även att finna på land i mossor, jord och lavar. Arterna som lever i sötvatten livnär sig genom att utnyttja alger eller växtresters cellsaft.

## Annan betydelse
Begreppet saprofyt används även inom biologin och läkarvetenskapen. Där benämns bakterier eller andra mikroorganismer som lever tillsammans med en värdorganism utan att angripa dess levande vävnader för saprofyter.